# Maibock
La maibock ou helles bock est un type de bière lager, de fermentation basse, originaire d'Allemagne. 

## Caractéristiques
Le Maibock, également connu sous le nom de Helles Bock (“Bock lumineux”), est une version spécifique de la bière BOCK. Sa couleur est plus lumineuse que les autres variantes de BOCK, oscillant entre le doré léger et l’ambre éclatant. Il présente un profil aromatique unique avec des nuances florales issues des houblons employés. Le Maibock est généralement associé à la période printanière en Allemagne, où il est traditionnellement dégusté lors des festivités de mai. Sa légèreté et son profil aromatique floral en font une boisson de choix pour célébrer l’arrivée du printemps. Son taux d'alcool varie entre 6,3 % et 7,4 %.